# Lepisorus subsessilis
Lepisorus subsessilis là một loài thực vật có mạch trong họ Polypodiaceae. Loài này được Ching ex Y.X. Lin mô tả khoa học đầu tiên năm 2000.